# Trykkefrihedsforordningen af 1799
Trykkefrihedsforordningen af 27. september 1799 var en fordning, der genindførte censuren i Danmark, og som var i kraft til loven om pressens brug af 3. januar 1851 blev indført, to et halvt år efter Enevældens ophør i 1848. 

## Censuren under Enevælden
Siden enevældens indførelse i Danmark i 1660 fandtes en censurlovgivning. Den blev specificeret i Christian 5.'s Danske Lov kap. 21 artikel 1-6: Om Bøger og Almanakker. Loven siger, at alle tekster skal gennemses af det fakultet, som emnet hidrører, før de må udgives. Derefter vil ordet Imprimatur og professorens navn på bogens forreste eller sidste titelblad dokumentere, at bogen er godkendt af censuren. Loven sigtede først og fremmest på skrifter af politisk og teologisk indhold.
Den 14. september 1770 afskaffede Johann Friedrich Struensee censurlovgivningen og indførte fuldstændig skrivefrihed. Det blev den såkaldte Trykkefrihedstid. Da Struensees faldt i 1772, blev Ove Høegh-Guldberg og Enkedronning Juliane Marie de reelle magthavere på grund af kong Christian 7.s sindssyge. Det blev nu debatteret i den nye regering, om censuren skulle genindføres. Det skete i oktober 1773, da skrifter af politisk indhold blev forbudt. Straffene for overtrædelser skærpedes.

## Trykkefrihed
Efter Ove Høegh-Guldbergs fald fra magten i 1784 ændredes håndhævelsen af reskriptet fra oktober 1773. Officielt var det stadig i kraft, men det blev sjældent håndhævet. Det skyldes A.P. Bernstorffs store indflydelse i den nye regering, der blev ledet af ham selv og kronprins Frederik. De var åbne for nye ideer og ønskede ikke at undertrykke deres udgivelse.
Manglen på håndhævelse af forbuddet blev snart kendt i de litterære kredse, og mange stridsskrifter udkom nu. Nogle gange var skrifternes indhold for kritiske for regeringen, og det kunne medføre bøder. Et eksempel fra 1790 er Niels Ditlev Riegels' Julemærker fra Landet og Byen, der opfordrede til en forfatningsændring og henviste til at det ellers kunne ende som det var sket i Frankrig med den Franske Revolution. 
Skriftet blev udgivet anonymt, så det blev bogtrykker Christian Frederik Holm, der måtte betale bøden på 200 rigsdaler, da han nægtede at oplyse skriftets forfatter.
Samme år blev forfatteren P.A. Heiberg ramt af loven, både med en komedie Virtuosen nr. 2, der kritiserede admiralitetet og med et digt om kronprins Frederiks bryllup med Marie Sophie Frederikke af Hessen-Kassel, med de berømte ord "Ordener hænger man på idioter."
På grund af disse sager var det nødvendigt at fastslå, hvorledes der skulle reageres på alt for kritiske skrifter. Det blev generalprokurør Christian Colbjørnsen, som stod bag reskriptet af 3. december 1790. Han var en af de centrale personer i udfærdigelsen af landboreformerne og var fortaler for oplysningens ideer og gik ikke ind for stramning af censuren. I det nye reskript af 1790 blev det klargjort at kritiske skrifter ville blive prøvet ved en domstol. I det tidligere reskript af 1773 var det politimesteren der vurderede, om der skulle udskrives bøder, men nu skulle politimesteren blot indberette skriftet efter dets trykning, så der evt. kunne rejses sag mod forfatteren eller bogtrykkeren.

## Censuren skærpes
Denne tilstand af domstolsprøvning herskede indtil Bernstorffs død i 1797. På papiret var reskriptet af 1790 en stramning, fordi der i reskriptet blev opfordret til at anvende den højeste bødesats, men i praksis blev der sat en stopper for politietatens tilfældige brug af reskriptet af 1773. Der blev nu indført en vis retssikkerhed for udgivere og forfattere. Men så fik kronprins Frederik alene magt i regeringen, og han havde udviklet en tydelig irritation over de kritiske skrifter, som praktiserede, hvad han betegnede som "skrivefrækhed". 
Sagerne mod Malthe Conrad Bruuns skrift Aristokraternes Catechismus i 1796, mod P.A. Heiberg – igen i 1794 – og mod Niels Ditlev Riegels' fortsatte bitre skrifter mod konge, præster og adel, havde forstærket kronprinsens modvilje mod trykkefriheden. Stemningen vendte hermed i ledende kredse fra moderat støtte til skrivefrihed til krav om strengere censur.
En særlig kommission blev 27. oktober 1797 nedsat til at granske hvordan sagen skulle gribes an for at ændre loven. P.A. Heiberg førte i denne periode en kampagne mod Christian Colbjørnsen, som han beskyldte for magtmisbrug i forbindelse med en retssag mod kromand Jokum Jensen. Denne kampagne mod Colbjørnsen forstærkedes, da Heiberg fik nys om, med hvilket formål den nye kommission var nedsat; selv om Colbjørnsen ikke var medlem af kommissionen. Kritikken førte til, at der endnu engang rejstes sigtelse mod Heiberg.
Kommissionen kom omtrent samtidig frem med et udkast. Det blev sendt til Christian Colbjørnsen, der stod bag reskriptet af 1790. Colbjørnsen havde ikke før været fortaler for stramning, og hans mening havde hele tiden været, at reskriptet af 1790 måtte være tilstrækkeligt. Men netop på denne tid var der ekstra pres på Colbjørnsen, da kronprinsen af den russiske zar Paul 1. var blevet bedt om at gribe ind over for de "revolutionære strømninger", der fandtes i Danmark . Zaren var af sin let opskræmte ambassadør baron Krüdener i Danmark blevet ledt til at tro, at der fandtes jakobiner-klubber i København . Christian Colbjørnsen havde også selv ændret opfattelse i takt med de mange personlige angreb, han var blevet udsat for. Han gennemlæste udkastet og rettede det til. Det blev med Colbjørnsens anmærkninger vedtaget i statsrådet.. Grundige argumentationer for trykkefriheden som Michael Gottlieb Birckners Om Trykkefriheden og dens Love (1797) og Heibergs En Draabe i det store Hav af Skrifter om Skrivefrieheden, tilegnet Kommissionen (1797, kan læses på Wikisource.org) havde talt for døve øren.

## Trykkefrihedsforordningen af 27. september 1799
Den 27. september 1799 blev kommissionens og Christian Colbjørnsens resultater lov ved reskriptet af samme dato: Regeringen foretrak overordnet set trykkefrihed, men da mange havde misbrugt denne frihed til at kritisere regeringen, var det nødvendigt at fastsætte hvad der måtte skrives, samt at skærpe straffene overordentligt for overtrædelser. Bestemmelsen i Reskriptet af 1790 om at politidirektøren ikke skulle censurere større skrifter, men kun lægge sag an mod skriftets udgivere, blev opretholdt. Til gengæld skulle skrifter under 24 sider indsendes til politimesteren, og de skulle censureres, før de blev trykt. Det var møntet på de mange kampskrifter, viser og debattidsskrifter, som florerede i trykkefrihedsperioden, og som oftest ikke var over de nævnte antal sider. Yderligere præciserede 21 paragraffer, hvornår loven var overtrådt.

Det er allerede i første tre paragraffer tydeligt, hvortil loven først og fremmest sigter: 
| Citat                                               | §1: Hvo, som befindes, i noget ved Trykken udgivet Skrift, at tilskynde eller raade enten til Forandring i den, ved Fædrelandets Grundlov bestemte, Regieringsform, eller til Opstand imod Kongen, eller til at imodsætte sig Kongens Befalinger bør have sit Liv forbrudt. | Citat |
| Forordning om Trykkefriheden af 27. september 1799. | |       |

| Citat                                               | §2: Dersom nogen, i et trykt Skrift, laster, forhaaner eller søger at udbrede Had og Misnøie imod disse Rigers Constitution, eller imod Kongens Regiering, enten i Almindelighed, eller i enkelte Handlinger, da straffes han med Landsforviisning; og dersom han, efterat være ført udenfor Grændserne, igien indfinder sig i Kongens Riger og Lande, uden dertil at have erholdt Tilladelse, bør han arbeide i Jern sin Livs Tid. | Citat |
| Forordning om Trykkefriheden af 27. september 1799. | |       |

| Citat                                               | §3: Dersom nogen, paa lige Maade, laster eller forhaaner monarkisk Regieringsform i Almindelighed, skal han dømmes til Landsforviisning, fra 3 til 10 Aar, i Forhold af Forseelsens større eller mindre Grad. | Citat |
| Forordning om Trykkefriheden af 27. september 1799. | |       |

Disse paragraffer ulovliggør i praksis alle politiske skrifter, som vil sætte samfundsproblemer under debat. I §7 gives indtryk af, at loven ikke er en komplet ulovliggørelse af politisk debat: 
| Citat                                               | §7: Da Kongen aldeles ikke vil, at redelige og oplyste Mænd skulle hindres fra, med Frimodighed og Anstændighed offentligen at tilkiendegive deres Tanker, om hvad der, efter deres Indsigt, kunde bidrage til at fremme det almindelig Beste; saa skal det eiheller være nogen forbudet, at yttre sin Mening, angaaende hvad han troer, der kunde være at forbedre eller rette i Landets Love, Anordninger og offentlige Indretninger; dog følger det af sig selv, at Forfatteren bør udtrykke sig med Beskedenhed, og ei tilsidesætte den Ærbædighed, han, som Borger og Undersaat, er Regieringen og Lovgiveren Skyldig. Skulde nogen forsee sig herimod, ved at skumle med Bitterhed over Regieringen, eller ved at indklæde sine Anmærkninger over dens Foranstaltninger i utilbørlige og usømmelige Udtrykke, men dog ikke i den Grad, at han kunde ansees efter 2§, da bør han dømmes til at sættes i Fængsel paa Vand og Brød, fra 4 til 14 Dage. | Citat |
| Forordning om Trykkefriheden af 27. september 1799. | |       |

Det er dog tydeligt at med præciseringen om, at politisk debat skal ske med beskedenhed og ærbødighed overfor regeringen og især kongen (eller kronprinsen), er det en gummiparagraf som kan anvendes overfor ethvert skrift.
§4 lader kronprinsens personlige uvilje komme til udtryk overfor stridsskrifterne:
| Citat                                               | §4: Omendskiøndt Kongen, for Sin egen Deel, foragter personlige Fornærmelser imod Ham selv, og Han veed, at de Kgl. Prindser og Prindsesser tænke i denne Henseende, ligesom Han; saa kan Han dog, som Lovgiver, ikke forbigaae, at fastsætte Straf for saadan Forbrydelse: Det befales derfor, at dersom nogen, ved Trykken, søger at udbrede beskiæmmende eller fornærmende Rygter imod Kongens, eller Dronningens, eller de Kongelige Prindsers og Prindsessers Personer, da skal den Skyldige dømmes til Landsforviisning, enten for bestandig, eller fra 3 til 10 Aar, i Forhold af Forbrydelsens Grad. | Citat |
| Forordning om Trykkefriheden af 27. september 1799. | |       |

Også den officielle fortolkning af den kristne tro blev sikret igennem loven: 
| Citat                                               | §5: Hvo, som udgiver noget Skrift, der sigter til at nedbryde Læren om Guds Tilværelse og den menneskelige Siøls Udødelighed, saa og de, der, i trykte Skrifter, laste eller forhaane den christelige Religions Lære, som, i Følge Kongens Rigers Constitution og Landets Love, skal fortrinligen beskyttes og haandhæves, bør straffes med Landsforviisning, fra 3 til 10 Aar. Og da Kongen vil, at ethvert andet Religions-Safund, som taales i Hans Riger, ogsaa skal nyde Beskiærmelse i deres Gudsdyrkelse; saa befales, at dersom nogen søder at foragre saadanne Menigheder, ved at drive Spot med deres Troesbekiendelse eller Religion, skal den Skyldige, naar det paaklages, straffes med Fængsel på Vand og B rød, fra 4 til 14 Dage. | Citat |
| Forordning om Trykkefriheden af 27. september 1799. | |       |

Skribenter havde tidligere ofte fremført deres samfundskritik iklædt en en allegorisk fortælling som f.eks. M.C. Bruuns Aristokraternes Catechismus eller en utopisk som Ludvig Holbergs Niels Klims underjordiske Rejse. Det blev der også taget højde for i §13: 
| Citat                                               | §13: Dersom det strafværdige eller fornærmende i et Skrift er indklædet i Allegorie eller Ironie, hvoraf dog Meningen og den onde Hensigt er umiskiendelig, da skal Forfatteren dømmes skyldig til samme Straf, som om han havde udtrykket sig ligefrem og uden Forstillelse; Men, dersom det kan ansees tvivlsomt, om Meningen deraf er strafværdig eller fornærmelig, skal Dommeren, i at frikiende Forfatteren for Straf, foreholde ham hans Uforsigtighed, i Doms Slutningen, og advare ham, at bruge herefter bedre Overlæg i hvad han maatte skrive. | Citat |
| Forordning om Trykkefriheden af 27. september 1799. | |       |

## Efter indførelsen af loven
For at statuere et eksempel blev P.A. Heiberg og Malthe Conrad Bruun idømt landsforvisning med tilbagevirkende kraft. Niels Ditlev Riegels slap for påtale, selv om han så sent som i 1799 udgav det luthersk ortodoksekirkekritiske blad Orthodoxien nedriver sig selv –  foruden de kritiske historiske skrifter som Udkast til Fierde Friederichs Historie efter Høyer I-II og Historiske malerier, som veiviser til dyd paa livets bane i 1799-1800. 
Loven var med til at dæmpe den bølge af borgerlig kritik overfor kongedømmet, som var en følge af Oplysningstidens tanker. Samtidig med lovens indførelse skiftede tidsånden til Romantikken, hvor det politiske ikke var på dagsordenen, og den skabte derfor ikke noget stort brud med størstedelen af de nye unge skribenter, der dukkede op.
Der etableredes snart en reel censur, der ikke havde hjemmel i loven. Loven tilsigtede, at skrifter på 24 ark eller derover måtte udgives uden forudgående censur, såfremt udgiveren eller forfatteren ikke var tidligere straffet. Skrifter under 24 ark (oftest aviser og tidsskrifter) kun skulle sendes til eftersyn, for at politiet kunne tage stilling til, om der skulle lægges sag an mod udgiveren, ikke for at censurere selve teksten. Alligevel udvikledes den praksis –  fortrinsvis af bladugiverne selv, at de sendte korrekturarkene til censur hos den lokale politimyndighed, som derefter udstregede uønskede passager. 
Bladudgiverne fandt sig i starten i denne censur og forandrede teksten efter ønske, men i løbet af 1820'erne og 1830'erne viste der sig igen politisk reformvilje i befolkningen, og mange bladugivere fandt forholdene utilfredsstillende. For at protestere mod forhåndscensuren, udgav de deres blade med "censurhuller", hvide afsnit på siden, hvor de bortcensurerede artikler havde stået. Det blev især praktiseret af Dagen og Kjøbenhavnsposten, som var de første politiske blade, der utvetydigt agiterede for indførelsen af en demokratisk styreform i Danmark.
Det satiriske og politiske tidskrift Corsaren er berømt for mange hvide censurhuller. Flere af bladets (forbudte) numre bestod udelukkende af af hvide sider. (Corsaren, 1840 – , genudgivet af C. A. Reitzels Boghandel/DSL 1977 -)
Jacob Jacobsen Dampe blev i 1820 idømt dødsstraf ifølge forordningens §1, dommen blev dog siden ændret til livsvarigt fængsel.
Trykkefrihedsforordningen af 1799 kom til at fungere også efter enevældens fald i 1848. På trods af Junigrundlovens §91, bestod trykkefrihedsforordningen af 1799 stadig som fungerende pressestraffelov. Først 3. januar 1851 med udstedelsen af loven om pressens brug, blev de hårde straffe for politiske ytringer fjerner, og der blev i stedet indsat bestemmelser imod æreskrænkende og fornærmende ytringer imod kongen, kongehuset, religionen og fremmede allierede magter.